# Kyohei Noborizato
Kyohei Noborizato (登里 享平 Noborizato Kyohei?), född 13 november 1990 i Osaka prefektur, är en japansk fotbollsspelare som spelar för Kawasaki Frontale.

## Karriär
Noborizato började sin karriär 2009 i Kawasaki Frontale. Med Kawasaki Frontale har han vunnit japanska ligan 2017, 2018 och 2020.